# Seleukos VII Kybiosaktes
Seleukos VII Kybiosaktes zwany także Philometorem – jeden z ostatnich władców państwa Seleucydów, panował w latach od około 70 do 60 p.n.e.
Był do niedawna mało znaną postacią historii starożytnej. Stosunkowo niedawno odnaleziono bite przez niego i jego matkę Kleopatrę Selenę monety. Był synem Antioch X Eusebes i bratem Antiocha XIII. Sprawował szczątkową władzę w okresie najazdu ormiańskiego króla Tigranesa II na Syrię w latach 83 – 69 p.n.e. W rzeczywistości tylko niewielka liczba miast pozostała lojalna wobec Seleucydów w tym trudnym dla dynastii okresie.
Młody królewicz to najprawdopodobniej ten sam, który później poślubił ptolemejską księżniczkę Berenikę IV, siostrę sławnej Kleopatry VII. Być może został zamordowany przez własną żonę. Przydomek Kybiosaktes oznacza tnącego ryby o nieprzyjemnym zapachu.